# Szczepy SARS-CoV-2
Szczepy SARS-CoV-2 – szczepy wirusa SARS-CoV-2, wywołującego u człowieka chorobę COVID-19, powstałe w wyniku mutacji jego genomu, którym jest pojedyncza nić kwasu rybonukleinowego (RNA). Światowa Organizacja Zdrowia nadaje kolejnym szczepom tego wirusa nazwy liter alfabetu greckiego.
Niektóre szczepy oraz niesione przez nie miejscowe mutacje są obiektem szczególnej troski z uwagi na potencjalny wzrost wirulencji lub śmiertelności względem starszych szczepów wirusa oraz z powodu możliwego spadku skuteczności przeciwciał oraz szczepionek przeciw COVID-19. Na początku 2021 roku identyfikowano szereg mutacji podejrzewanych o wzrost zakaźności wirusa, w tym mutację zmiany sensu D614G (Asp614Gly) w obszarze białka szczytowego (glikoproteiny S, tzw. białka kolca) oraz warianty brytyjski (linia B.1.1.7), południowoafrykański (B.1.351) i pochodzący z Brazylii (P.1). Od czerwca 2021 WHO nazywa kluczowe szczepy – dla uproszczenia komunikacji i unikania stygmatyzacji krajów pochodzenia – literami greckiego alfabetu. Dotychczas nie przyjęto jednorodnego dla całego świata nazewnictwa szczepów.

## Szczepy szczególnej uwagi (VOC)
- Alfa[a] (linia B.1.1.7[b], pierwotnie VOC-20DEC-01[c]) – zidentyfikowany w Wielkiej Brytanii i oznaczony jako VOC (ang. variant of concern) w grudniu 2020 roku[6]. Szybko rozprzestrzenił się w Europie[7]. Zawiera m.in. mutację N501Y i często E484K[8][9].
- Beta (linia B.1.351, pierwotnie VOC-20DEC-02) – zidentyfikowany w Południowej Afryce i oznaczony jako VOC w grudniu 2020 r. Zawiera m.in. mutacje N501Y i E484K[9].
- Gamma (linia P.1, także B.1.1.28.1, pierwotnie VOC-21JAN-02) – zidentyfikowany w Brazylii (Manaus) i oznaczony jako VOC w styczniu 2021 r. Wykryty 10 stycznia 2021 w Tokio u pasażerów przylatujących z Brazylii. Zawiera m.in. mutacje N501Y i E484K[9][10].
- Delta (linia B.1.617.2, pierwotnie VOC-21APR-02) – zidentyfikowany w Indiach i oznaczony jako VOC w maju 2021 roku[11]. Ma ok. 60% większą zdolność transmisji niż wariant Alfa[12]. Zawiera m.in. mutacje L452R, T478K i P681R, ale nie zawiera mutacji E484Q znanej z wariantu podstawowego tej linii[8].
- Omikron (linia B.1.1.529) – zidentyfikowany w Botswanie i RPA, oznaczony jako VOC w listopadzie 2021 roku[11]. Zawiera niespotykaną dotychczas liczbę 32 mutacji w obrębie białka kolca, m.in. te powiązane z łatwiejszą transmisją[13][14]. Grupa ekspertów WHO (TAG-VE) zakwalifikowała wariant do grupy najwyższego ryzyka, pomimo skromnej wiedzy o jego zakaźności i braku dowodów na cięższy przebieg infekcji[15].